# Gwawl fab Clud
Nella mitologia gallese Gwawl fab Clud (Gwawl figlio di Clud) è il promesso sposo di Rhiannon. Lei però vuole sposare Pwyll e lo aiuta a sconfiggerlo.
Gwawl è citato nel Primo Ramo del Maginogion. Il suo amico Llwyd ap Cil Coed si vendica dell'affronto facendo insterilire il regno di Dyfed, poi facendo scomparire Pryderi e Rhiannon, e infine devastando il raccolto di Manawydan.
Nulla si sa di suo padre Clud.